# لامدا الحرباء
لامدا الحرباء (بالإنجليزية: Lambda Chamaeleontis أو λ Chamaeleontis)‏ هو نجم يقع في كوكبة الذبابة. يعرف النجم لامدا الحرباء أيضًا باسم HR 4617 وHD 105340. هذا النجم مرئي بالعين المجردة نجمًا خافتًا برتقاليًا بقدر ظاهري يبلغ 5.165. حيث يقع على بعد 472 سنة ضوئية (145 فرسخ فلكي) من الشمس استنادًا إلى اختلاف المنظر الخاص به، ولكن النجم ينجرف بالقرب من سرعة شعاعية تساوي -45 كم/ثا.